# Łysa Góra (Ciecień)
Łysa Góra (829 m) – grzbiet w masywie Ciecienia w Beskidzie Wyspowym. Odbiega w kierunku południowo-wschodnim od jego głównego szczytu (829 m), niżej zmieniając kierunek na południowy. Na mapie zaznaczony jest jako szczyt z wysokością 663,9 m, jest to jednak tylko grzbiet, bez żadnego wzniesienia, na wysokości tej następuje tylko ostre załamanie jego grani; z łagodnie opadającej przechodzi w stromo opadającą. Grzbiet opada do doliny Tomerowskiego Potoku w miejscowości Przenosza w województwie małopolskim, w powiecie limanowskim, w gminie Dobra.
Grzbiet Łysej Góry oddziela doliny dwóch potoków; po zachodniej stronie jest to dopływ Tomerowskiego Potoku, po wschodniej drugi dopływ Tomerowskiego Potoku i Potok Jaworski.
Obecnie Łysą Górę porasta las. Nazwa jednak wskazuje, że kiedyś grzbiet ten był bezleśny (łysy) – tak bowiem dawniej nazywano bezleśne góry. Były na nich hale pasterskie lub kośne polany, a w okresie przeludnienia wsi galicyjskiej czasami zamieniane na pola uprawne. Po pewnym czasie zaprzestano uprawy – płytką glebę na stromych zboczach zmyły bowiem deszcze. Z powodów ekonomicznych zaprzestano również ich koszenia i wypasania, a porzucone tereny samorzutnie zarosły lasem lub zostały zalesione.

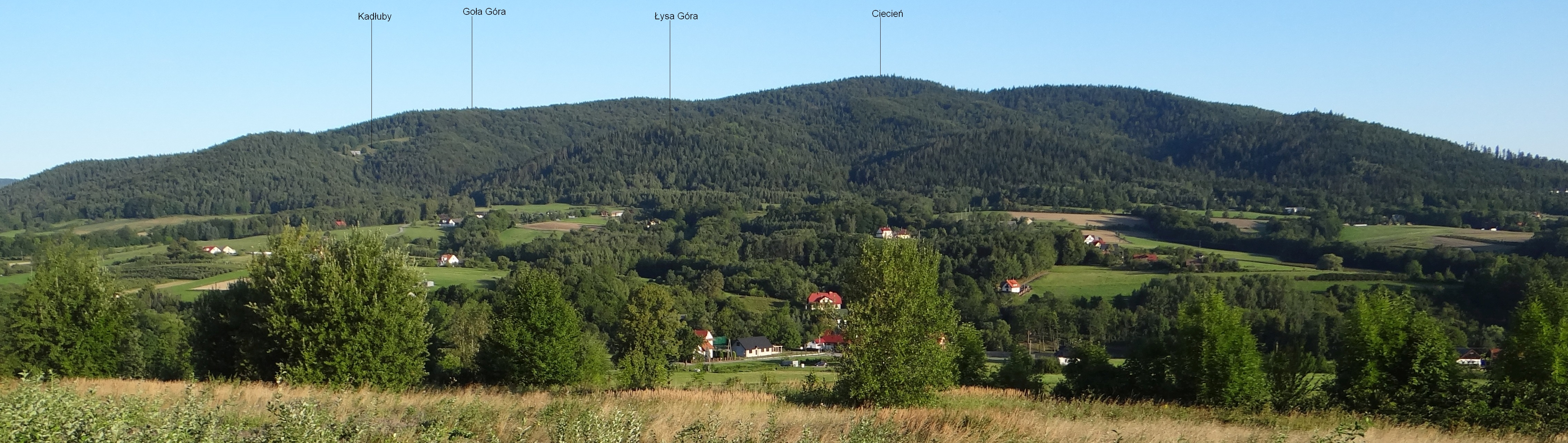
Widok na Ciecień ze Skrzydlnej